# Тюлюкские озёра
Тюлюкские озёра (Тюлюкское болото) — озерно-болотная система между хребтами Аваляк и Ягодные горы в Учалинском районе Башкортостана, к северу от массива Иремель.
Исток реки Тюлюк. Место, где река уходит под землю, в обширных каменных полях, является завершением тюлюкских озёр.
Тюлюкская межгорная котловина вытянута между двумя хребтами на расстояние около 10 километров. Это чередование верховых болот с черными окнами воды. Иногда они сменяются зеркалами озёр. По берегам озёрно-болотной системы — уральская тайга.
Тюлюкские озёра — туристическая достопримечательность.

## Галерея

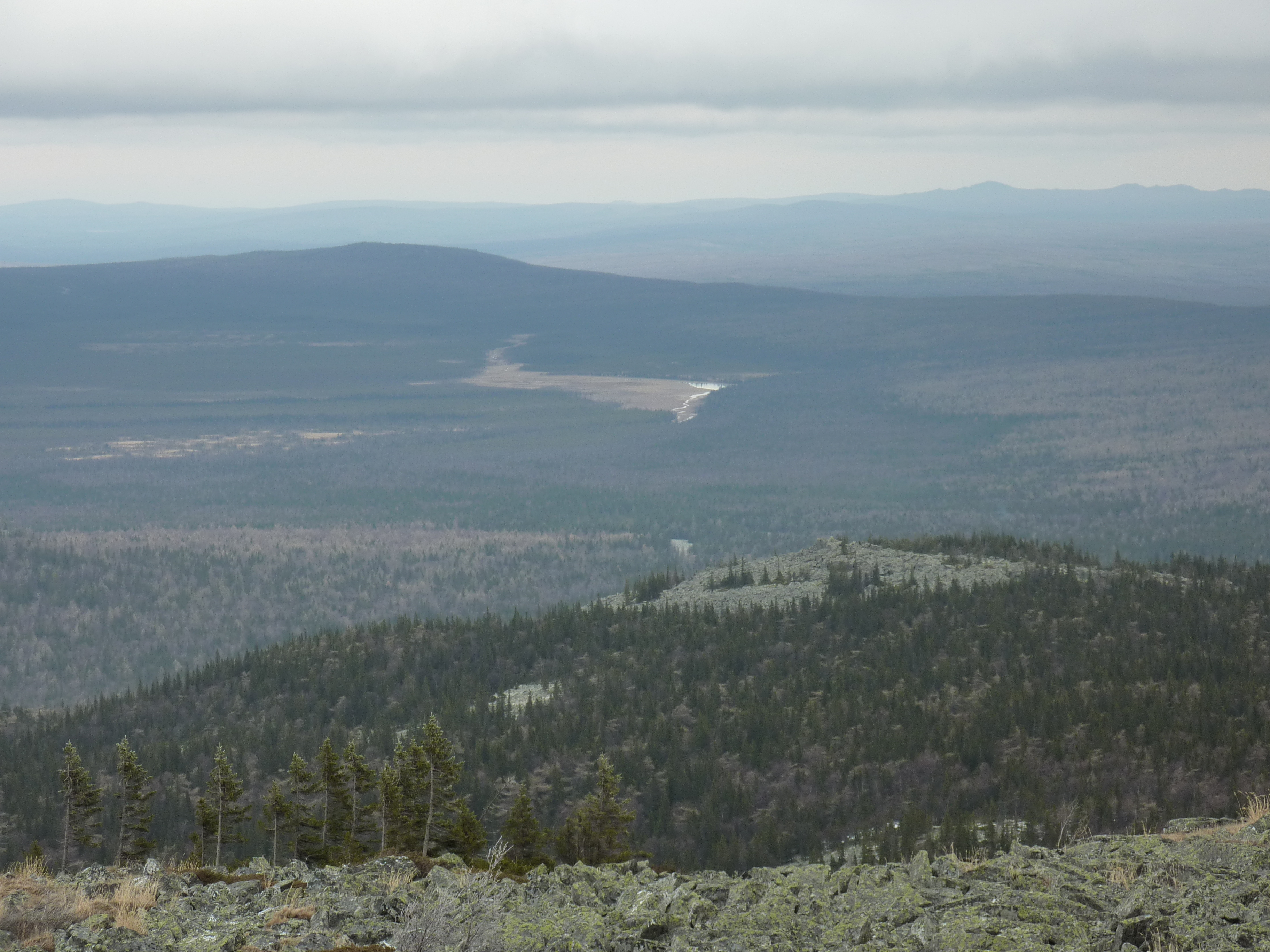
Вид на Тюлюкские озера, откуда вытекает река Тюлюк
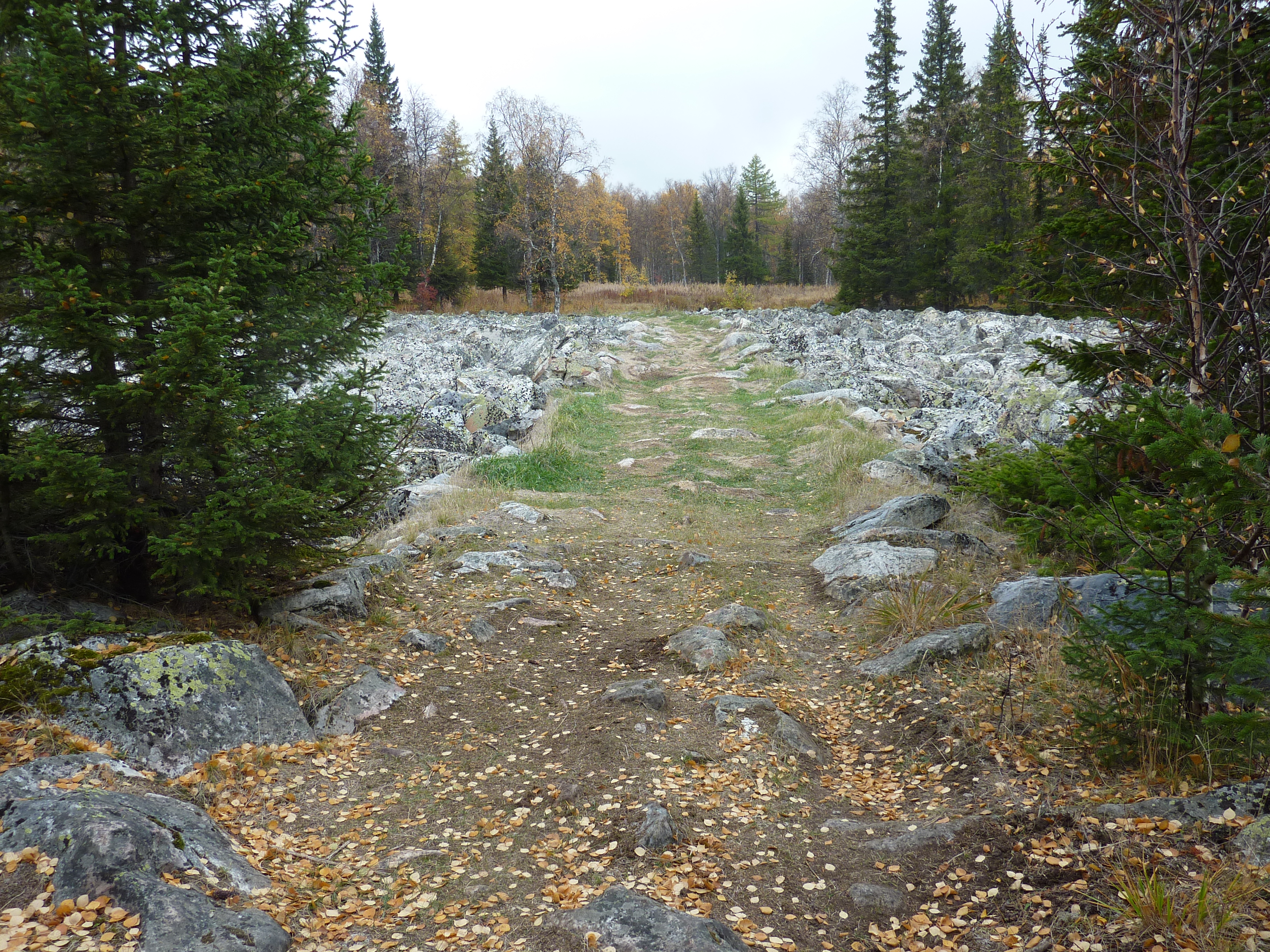
Дорога через курум
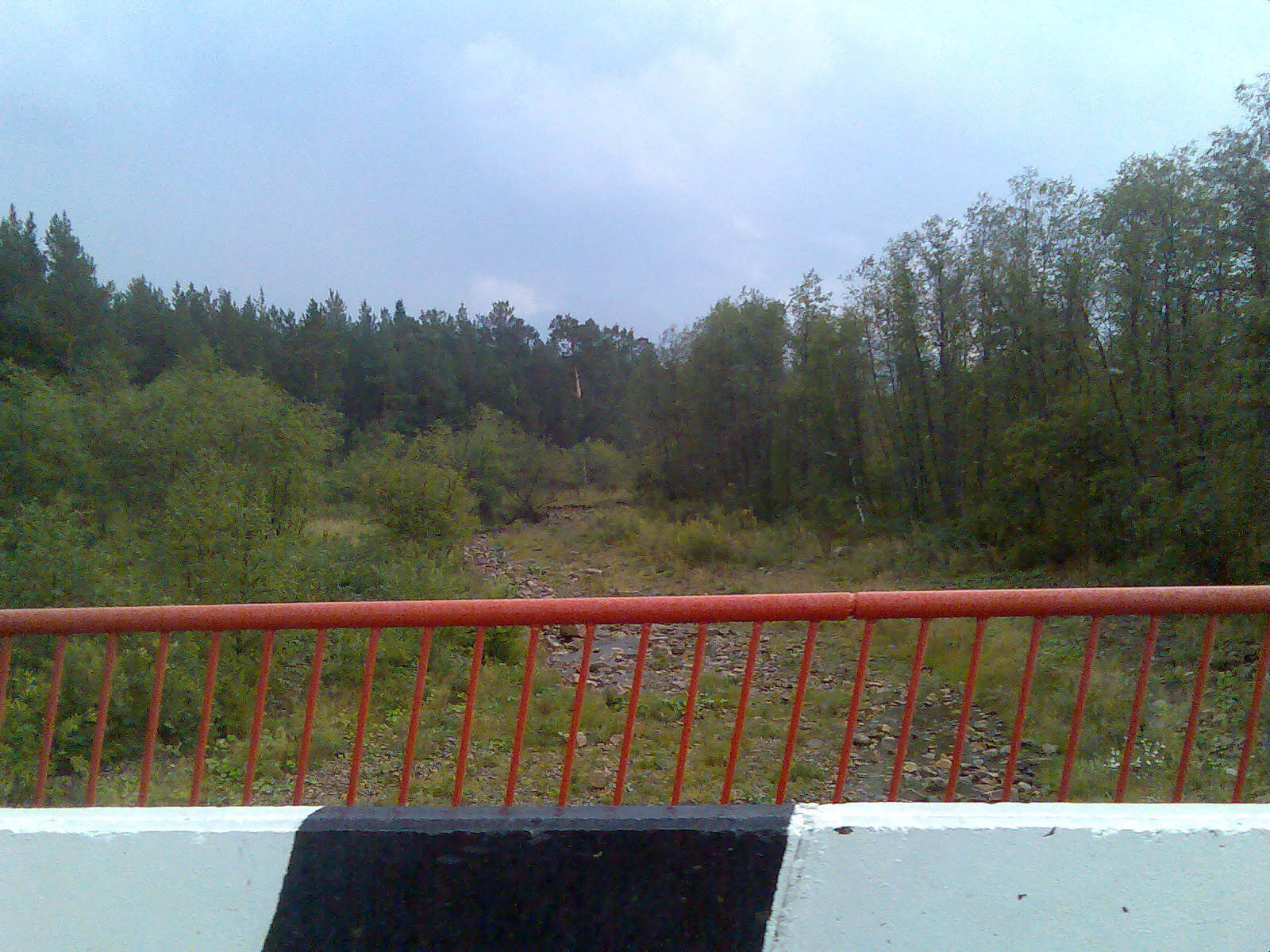
Сухое русло Тюлюка